# تفجير فندق برايتون
تفجير فندق برايتون وقع يوم 12 أكتوبر عام 1984 في فندق غراند في مدينة برايتون في بريطانيا. حيث زُرعت قنبلة في الفندق بواسطة عضو من الجيش الأيرلندي وهو باتريك ماجي. وكان ذلك محاولة لاغتيال رئيسة الوزراء مارغريت ثاتشر وطاقم إدارتها الذين كانوا يقيمون في الفندق من أجل مؤتمر حزب المحافظين المنعقد فيه. نجت تاتشر من الإصابة، ولكن قٌتل خمسة أشخاص، اثنين منهم كانوا عضوين بارزين في حزب المحافظين، وكما أصيب ثلاثة وثلاثون شخصا.

## الاستعداد
أقام باتريك ماجي في الفندق تحت اسم مستعار هو روي والش خلال فترة عطلة الأسبوع بتاريخ 14 و17 سبتمبر عام 1984.
قام باتريك ماجي في فترة إقامته في الفندق بزرع قنبلة موقوتة ومزودة بأجهزة تسجيل فيديو تحت حوض الاستحمام في غرفته رقم 629. وادعى الجاسوس في الجيش الجمهوري الأيرلندي شون اوكلاهان أنه تم استخدام 20 رطل (9 كيلوجرام) من متفجرات ال (جلجنيت).

## الانفجار
انفجرت القنبلة في الساعة 2:54 صباحا في شهر أكتوبر. مما أدى إلى انهيار القسم الوسطي للفندق في القبو تاركا وراءه فجوة كبير في واجهة الفندق. صرح رجال الإطفاء بأن أرواحا كثيرة أُنقذت بسبب صمود الفندق الفيكتوري ذو البناء الجيد. في وقت الانفجار كانت مارغريت ثاتشر مستيقظة في غرفتها تعمل على خطابها الذي ستلقيه في المؤتمر يوم غد. دمرت القنبلة حمامها تدميراً قويا بينما لم يحصل أي شي لغرفة جلوسها وغرفتها. فنجت هي وزوجها دنس من الإصابة. ثم بدلت ملابسها وخرجت من الحطام مع زوجها وسيثيا كراوفورد (زميتها ومعاونتها) وذهبوا إلى مركز شرطة برايتون.
في تمام الرابعة صباحا عندما خرجت من مركز الشرطة، صرحت لمذيع محطة البي بي سي جون كولي في مقابلة مرتجلة أن المؤتمر سيستمر كالعادة. حيث أقنعت ألستير مكابلن محل ماركس اند سبنسر بأن يفتح مبكرا في تمام الساعة الثامنة صباحا لكي يحصل الأشخاص على ملابس جديدة عوضا عن تلك التي تلفت في الانفجار. وبعد المؤتمر، ذهب تيتشر لزيارة الجرحى في مستشفى رويال سيكس كاونتي.

## الخسائر
قتل خمسة أشخاص ولم يكن أيّاَ منهم من وزراء الدولة بل كانوا من أعضاء البرلمان المحافظ. من بينهم السيد انتوني بيري وايريك تايلور (رئيس حزب المحافظين في المنطقة الشمالية الغربية) والسيدة جيان شاتوك وهي زوجة رئيس حزب المحافظين في المنطقة الغربية السيد جوردون شاتوك والسيدة موريل ماكلين وهي زوجة رئيس المحافظين الاسكتلنديين السيد دونالد ماكلين وروبيرتا واكيهام وهي زوجة وزير الخزانة البرلمانية جون واكيهام، وقد كان السيد دونالد وزوجته في نفس الغرفة التي انفجرت فيها القنبلة.
و قد أصيب العديد من النزلاء ومن ضمنهم مارغريت تابيت وهي زوجة رئيس مجلس التجارة نورمان تابيت بإعاقة دائمة نتيجة الانفجار. بينما تعافى ثلاثة وأربعين فرداَ من إصاباتهم بعد نقلهم إلى المستشفى. وكان من أحد الردود الشهيرة عندما سأل طاقم الأطباء السيد تابيت عمّا إذا كان يعاني من حساسية تجاه أي شئ، فقال مازحاَ: القنابل.

## آثار الانفجار
اعلنت IRA مسؤوليتها في اليوم التالي قائلة انها ستعيد محاولتها مرة أخرى حيث صرح قائلا:
«ستدرك السيدة ثاتشر الآن ان بريطانيا لن تفلت منا بعد ان احتلت بلادنا وعذبت أسرانا وقتلت شعبنا في شوارعنا. نحن لم نكن محظوظين هذه المرة ولكنه لا ينبغي علينا ان نكون محظوظين الا مرة واحدة اما أنتم فدائما. اعطوا أيرلندا السلام ولن يكون هناك حرب بعدها»

## ردات الفعل
في تمام الساعة التاسعة والنصف من صباح اليوم التالي بدأت السيدة مارغريت ثاتشر الجلسة الثانية من المؤتمر كما هو مسجل مسبقا. حيث قامت بإلغاء معظم ما كانت تنوي الهجوم به على حزب العمل من خطابها وصرحت ان «التفجير لم يكن سوى محاولة لعرقلة حكومة جلالتها المنتخبة ديمقراطيا.»
لقد اشتركنا جميعا بدرجة الغضب نفسها بصندمين ولكن برباطة جاش وثبات، ليس دليلا على ان هذا الهجوم قد فشل فحسب بل ان جميع المحاولات الإرهابية في هدم الديمقراطية ستفشل.
كتب أحد كتاب سيرتها بأن «هدوئها عقب حدوث الهجوم مباشرة وفي الساعات التي تلت الحادثة كسب إعجاب الجميع. ومقاومتها كانت لحظة تشرتشلية أخرى في رئاستها للوزراء، والتي بدت كأنها تغلف كلا من شخصيتها الفولاذية ورزانة الشعب البريطاني في رفضهم الاستسلام للإرهاب». بعد ذلك مباشرة، ارتفعت شعبيتها لدرجة قريبة من المستوى الذي كانت عليه خلال حرب الفوكلاند. وفي يوم السبت الذي تلى الانفجار، قالت السيدة ثاتشر لناخبيها: «لقد عانينا مأساة لم يظن أحد منّا أنها قد تحصل في بلدنا، ورفعنا أنفسنا وأخرجناها من هذه المحنة كما يفعل جميع البريطانيين الطيبيين، وتفكرت، دعونا نقف مع بعضنا البعض لأننا بريطانيين. لقد كانوا يحاولون تدمير الحريات الأساسية لكل مواطن بريطاني والتي هي حقهم منذ الولادة، الحرية والعدالة والديمقراطية».
كانت السيدة ثاتشر شخصية مكروهه في بعض المناطق من المجتمع البريطاني. في وقت حدوث الانفجار، كان قد بدأ إضراب عمال المناجم، وقال موريسي بعد فترة وجيزة، وهو المغني الرئيسي لفرقة الروك البديل الإنجليزية المشهورة ذاسميث: «الأسف الوحيد على انفجار برايتون هو نجات ثاتشر بدون الإصابة بأذى». وكتب دايفيد بريت في كتابه موريسي الشغف والفضيحة «الصحف الشعبية كانت مليئة بمثل هذه التعليقات، كانت النكت عن هذه المأساة تصدع في المذياع والبرامج التلفازية. كما أن نادي الرجال العاملين في جنوب يوركشير فكروا جديا بجمع المال 'ليدفعوا للمفجر ليحاول مرة أخرى'». وفي عام 1986، احتفلت فرقة آنجليك أبستارتز، وهي فرقة بانك إنجليزية بمحاولة الاغتيال للجيش الجمهوري الأيرلندي بأغنيتهم المثيرة للجدل «انفجار برايتون»، وأطلقوا ألبوم يحمل نفس اسم الأغنية في عام 1987.
وصف الصحفي ديفيد هيوز والذي يعمل لصحيفة (ديلي تلغراف) الانفجار بأنه:«أجرأ هجوم على الحكومة البريطانية منذ مؤامرة البارود» وقد كتب أنه «علم نهاية عصر البراءة النسبية. فمنذ ذلك اليوم أصبحت جميع المؤتمرات الحزبية في هذا البلد قلاع دفاع كبيرة».

## باتريك ماجي
وحالما حددت الشرطة أن مقر الانفجار كان حمام الغرفة 629, بدأت الشرطة بتعقب كل من أقام بها، مما قادهم في نهاية المطاف ل'روي والش' (عضو بالجيش الجمهوري الأيرلندي اسمه الحقيقي هو باتريك ماجي). وقد ألقي القبض عليه في غلاسكو باسكتلندا في الرابع والعشرين من شهر يونيو عام 1985 مع أعضاء آخرين في وحدة فعالة ومؤقتة تتبع للجيش الجمهوري الأيرلندي وهم يخططون لتفجيرات أخرى. وفي شهر سبتمبر من ذلك العام أدين ماجي (البالغ35 عاما حينها) بزرع القنبلة وتفجيرها وبخمس تهم قتل. وتلقى ماجي ثمانية أحكام بالسجن المؤبد: سبعة منها لجرائم تتعلق بتفجير برايتون والثامن مؤامرة تفجير أخرى. وقد أوصى القاضي بأن يخدم ماجي ما لا يقل عن خمسة وثلاثين عاما وفي وقت لاحق مددها وزير الداخلية مايكل هوارد «لمدى الحياة». ومع ذلك تم إطلاق سراحه من السجن عام 1999 بعد أن خدم 14 سنة فقط (بما في ذلك الوقت قبل الحكم عليه) وفقا لأحكام اتفاق الجمعة العظيمة. وقال متحدث باسم الحكومة البريطانية أن الإفراج عنه «يصعب تصديقه» وأن نداء لمنع ذلك صدر باسم وزير الداخلية حينها، إلا أن المحكمة العليا بأيرلندا الشمالية قامت برفضه.
كما سجن أيضا أربعة من أعضاء وحدة الجيش الجمهوري الأيرلندي لتورطهم في المؤامرة. وبينما اعترف ماجي بكونه جزءا من وحدة الجيش الجمهوري الأيرلندي المسئولة إلا أنه أكد أن بصمات الأصابع التي وجدت على بطاقة تسجيل من الفندق كانت دليلا مزورا.
في عام 2000م، تحدث ماجي عن التفجير في مقابلة مع صحيفة الصندي بيزنس بوست. وقال لمستضيفه توم ماك بروك أن إستراتيجية الحكومة البريطانية كانت في ذلك الحين تصوير الجيش الجمهوري الأيرلندي كمجرم في حين وجود متاعب داخل أيرلندا الشمالية:
«طالما بقيت الحرب في هذا النطاق، فإنها يمكن أن تحافظ على سنوات من الاستنزاف. ولكن في مطلع الثمانينات، نجحنا في سحق كلتا الاستراتيجيتين. فقد دمر الإضراب عن الطعام مفهوم التجريم، ودمر تفجير برايتون مفهوم الاحتواء. [...]كان كل شيء ممكناً بعد برايتون، وبدأ البريطانيون وللمرة الأولى بالنظر إلينا بشكل مختلف للغاية، وبتصوري كذلك الجيش الجمهوري الأيرلندي نفسه، بدأ بتقبل أولوية الحملة في إنجلترا.»
وأضاف ماجي معلقاً عن قتلى التفجير: «أشعر بـأسى عميق على الأشخاص الذين فقدوا أروحهم، ولكن في الوقت ذاته، هل تتوقع الطبقة الحاكمة من المحافظين أن تبقى بمعزل عما تفعله قواتهم المواجهة لنا؟»